# FilmOut San Diego 2018
La 14ª edizione del FilmOut San Diego si è tenuta dal 7 al 10 giugno 2018 a San Diego, California.

## Film e corti presentati

### 7 giugno 2018
- A Modern Family (Ideal Home)
- Turn It Around
- Femme

### 8 giugno 2018
- Al Berto
- Mario
- To a More Perfect Union: U.S. v Windsor
- For A Change
- Golden Boy
- Night Shift
- Devil's Path
- Fish Tank
- Hookup

### 9 giugno 2018
- Lions in Waiting
- Marguerite
- The Jealous Sea
- The Quiet Room
- Foxy Trot
- Beard
- Be More Popcorn
- Say Yes
- Morning After
- Wild Nights with Emily
- Fishy
- The Fabulous Allan Carr
- The Night Cleaner
- Still Waiting in the Wings
- Luber
- M/M

### 10 giugno 2018
- A Stranger To Myself
- A Boy Named Skye
- Softcore
- Meet Up
- Spark
- Vi finns inte längre
- Tristan
- Something About Alex
- San Diego's Gay Bar History
- Deviant
- Saltwater Baptism
- Freelancers Anonymous
- Gabber Lover
- Every Act of Life
- Expiration Date
- Anything
- Mrs. McCutcheon

## Premi

### Festival Awards
- Best Narrative Feature: Timothy McNeil - Anything
- Best First Narrative Feature: Drew Lint - M/M
- Best Screenplay: Timothy McNeil - Anything
- Miglior attore: John Carroll Lynch - Anything
- Miglior attrice: Molly Shannon - Wild Nights with Emily
- Miglior attore non protagonista: Matt Bomer - Anything
- Miglior attrice non protagonista: Maura Tierney - Anything
- Best International Feature: Marcel Gisler - Mario
- Best International Short: Reinout Hellenthal - Anders
- Miglior cortometraggio femminile: Marianne Farley - Marguerite
- Best Overall Short: Patricia Chica - Morning After
- Miglior cortometraggio maschile: Niels Bourgonje - Turn It Around
- Miglior fotografia: Rui Poças - Al Berto
- Miglior documentario: Jeff Kaufman - Every Act of Life
- Miglior regia: Timothy McNeil - Anything
- Miglior colonna sonora: Waiting in the Wings: Still Waiting

### Audience Awards
- Miglior attore: Paul Rudd - A Modern Family (Ideal Home)
- Miglior attrice: Lisa Cordileone - Freelancers Anonymous
- Miglior attore non protagonista: JD Scalzo - Devil's Path
- Miglior attrice non protagonista: Leah McKendrick - Say Yes
- Miglior commedia: Andrew Fleming - A Modern Family (Ideal Home)
- Miglior documentario: Paul Detwiler - San Diego's Gay Bar History
- Miglior cortometraggio maschile: Jeff Sumner - Luber
- Miglior cortometraggio femminile: Marianne Farley - Marguerite
- Best Narrative Feature: Timothy McNeil - Anything
- Best First Narrative Feature: Matthew Montgomery - Devil's Path
- Best Screenplay: Mark Elias & Jonathan Browning - Golden Boy
- Best Overall Short Film: Sam Wineman - The Quiet Room
- Best International Feature: Vicente Alves do Ó - Al Berto
- Best Ensemble: Allan Brocka & Jeffrey Johns - Waiting in the Wings: Still Waiting

### Programming Awards
- Freedom Award: Terrence McNally - Every Act of Life
- Outstanding Emerging Talent: Jamal Douglas - The Quiet Room
- Outstanding Artistic Achievement: Drew Lint - M/M